# Кошовий Петро Кирилович
Петро́ Кири́лович Кошови́й (8 [21] грудня 1904 — 30 серпня 1976) — радянський воєначальник, Маршал Радянського Союзу (1968). Двічі Герой Радянського Союзу (1944,1945). Депутат Верховної Ради СРСР 6—7-го скликань. Кандидат у члени ЦК КПРС в 1961—1971 р. Член ЦК КПУ в 1961—1966 р. Кандидат у члени Президії ЦК КПУ в березні 1961 — березні 1966 р.

## Життєпис
Народився в місті Олександрія Херсонської губернії в селянській сім'ї. Українець. Навчався у школі Чиркіна (нині загальноосвітня школа № 4). 1920 року вступив до лав Червоного козацтва. У складі 8-ї кавалерійської дивізії брав участь у боротьбі з українськими й польськими військами.
У 1924 році вступив, а у 1927 році закінчив 5-у Українську кавалерійську школу імені С. М. Будьонного в Єлизаветграді. Проходив військову службу на командних і штабних посадах. Закінчивши в 1939 році академію ім. Фрунзе, обіймав посаду начальника штабу дивізії в званні полковника. З лютого 1940 року — командир 65-ї мотострілецької дивізії.

Пам'ятник Петру Кошовому в м. Олександрії, на однойменній площі

Фрагмент пам'ятника Петру Кошовому

У німецько-радянській війні Кошовий (до вересня 1943 року командир стрілецької дивізії, а потім стрілецького корпусу, проявив себе як ініціативний і вольовий командувач. Виконав ряд видатних бойових операцій, відзначився, зокрема, при штурмі Сапун-гори під Севастополем і взятті Кенігсбергу (за ці битви отримав звання Героя Радянського Союзу). Закінчив війну в званні генерал-лейтенанта. На параді Перемоги командував зведеним полком Третього Білоруського фронту.
Після війни Кошовий займав ряд важливих командних посад і високо котирувався як командувач і військовий адміністратор (за свідченням його внука, письменника П. Р. Паламарчука, «його соратник маршал Баграмян називав його в той період військовим номер один»), хоча не гнався за кар'єрою і за посадами в Міністерстві оборони і пишався тим, що «ніколи не служив у Москві». Був командувачем армії (1946–1955), першим заступником Головнокомандувача Групою радянських військ в Німеччинні (1955–1957), командувачем військами Сибірського військового округу (1957–1960), Київського військового округу (1960–1965).
Найвища посада, яку займав Петро Кошовий, — головнокомандувач Групою радянських військ в Німеччині (1965–1969). За цей час багато що зробив для зміцнення боєздатності Групи. 15 квітня 1968 роки генералові армії Кошовому було надано (разом з П. Ф. Батицьким) звання Маршала Радянського Союзу.
Проте вже в жовтні 1969 року Кошовий був зміщений з поста Головнокомандувача і замінений на В. Р. Кулікова. З того часу до кінця життя він займав традиційну для тих Маршалів, що пішли фактично у відставку почесну посаду «генерального інспектора Групи генеральних інспекторів Міністерства оборони СРСР».
П. К. Кошовий був першим з померлих на волі і у званні Маршала Радянського Союзу, похованих не біля Кремлівської стіни, а на Новодівичому кладовищі в Москві.

## Нагороди та відзнаки
- п'ять орденів Леніна
- три ордени Червоного Прапора
- орден Жовтневої Революції
- орден Суворова 2-го ступеня
- два ордена Кутузова 2-го ступеня
- орден Богдана
Хмельницького 1-го ступеня
- різні медалі
- іноземні нагороди
- звання «Почесний громадянин міста Олександрії» (17 грудня 1967 року)[1].